# گربه پلنگی
گربه پلنگی (نام علمی: Prionailurus bengalensis) گونه‌ای گربه از سرده گربه‌های خال‌دار آسیایی است ،البته این گونه در آمریکای‌ شمالی و آمریکای جنوبی نیز زندگی می کند. این گونه به وسیله اتحادیه بین‌المللی حفاظت از طبیعت در گروه گونه‌های با کمترین نگرانی قرار دارد. نام این گربه از این جهت که دارای ظاهری شبیه به پلنگ است، گربه پلنگی است.
زیرگونهٔ گربه پلنگی به طور گسترده‌ای در رنگِ پوست، طولِ دُم، شکل جمجمه و اندازهٔ دندانِ نیش متفاوت است.